# 氯吡脲
氯吡脲，屬苯脲類細胞分裂素，用作植物生長調節劑。化學名1-(2-氯-4-吡啶)-3-苯基脲。

## 歷史
由東京大學藥學部的首藤教授等發明，日本協和發酵工業株式會社研究開發。1980年，在日本植物調節劑研究協會批准下，以KT-30的名稱，協和發酵開始了日本全國範圍內的效果試驗。後被中國引入。1987年，中國國內首先由四川大學化學系合成成功。1989年3月，協和發酵以“フルメット液剤（0.10%）”為商品名獲得專利。

## 性質
純品為白色無味結晶或粉末。在水中的溶解度不好(39 ppm, 21℃)，易溶於乙醇、異丙醇(74.0 g/L, 21℃)、丙酮(169.0 g/L, 21℃)和二甲基亞碸，難溶於己烷(3E-5 g/L, 21℃)。熔點165-170℃。相對密度1.44 (21℃)。不可燃，在空氣中穩定。正辛醇-水分配係數1600。

## 合成
方法一：2-氯吡啶被過氧化氫氧化為2-氯吡啶-N-氧化物，硝化再還原，得到2-氯-4-氨基吡啶。或者用異菸酸被過氧化氫氧化，得異菸酸-N-氧化物，酰胺化得異煙醯胺-N-氧化物，2-位氯化，再經霍夫曼降解反應產生2-氯-4-氨基吡啶。另一方面，苯胺與光氣縮合，制得異氰酸苯酯。異氰酸苯酯與2-氯-4-氨基吡啶反應，得到氯吡脲。
方法二：由苯胺與2-氯-4-吡啶基异氰酸酯反應製備。
方法三：2-氯異菸酰氯與疊氮化鈉反應，得到2-氯异烟酰叠氮，後者與苯胺在乾燥條件下反應，得氯吡脲。

## 代謝
氯吡脲的作用機制是非全身性的(non-systemic)，用葡萄、蘋果與獼猴桃樹進行的代謝實驗顯示活性成份在植物體內沒有明顯的轉運作用發生。氯吡脲在這三種植物中的代謝途徑是相似的，該途徑中可能首先是苯基的3或4-位被羥基化，而後產生的酚羥基接著與糖基發生結合作用。可以認為氯吡脲代謝中的殘留物是母體化合物，即氯吡脲自身。
大鼠經口實驗顯示，口服攝入的氯吡脲可迅速為消化道吸收，吸收后可很快被排出。48小時內，44-70%的劑量可隨尿排出（尿排半衰期約14小時），13-28%的劑量可隨糞便排出（糞排半衰期約16小時）。口服攝入7日后，殘留在大鼠（屍）體內的氯吡脲的劑量小於2%。用放射性C-14標記的氯吡脲(100 mg/kg)試驗時，7日後大鼠組織中放射性殘留程度為：肝(0.2-1.2 mg equiv./kg) > 腎(0.1-0.8 mg equiv./kg) > 脂肪(0.03-0.45 mg equiv./kg)。
氯吡脲在大鼠體內的代謝途徑與在植物內的類似。主要是對苯環的羥基化，產生酚（即羥基氯吡脲），然後再迅速地形成硫酸酯結合物，經尿排出。羥基氯吡脲則通過糞便排出。多羥基化或其他對羥基官能團的修飾（如甲基化、葡糖醛酸結合）也有發生，但比例較低。總的來說，代謝反應主要發生在苯環一側，而很少發生在氯代吡啶環上。

## 應用
用作植物生長調節劑、膨大劑，用於促進果樹、蔬菜、糧食作物等的生長。它屬於苯脲類細胞分裂素，主要機制是促進細胞分裂和擴大細胞體積。其細胞分裂活性遠遠超過芐氨基嘌呤和4-吡啶脲。
包括氯吡脲、赤霉酸在內的膨大劑的施用疑與2011年5月發生在中國的西瓜未熟先裂事件有關。

## 分析方法
澳大利亞農藥和獸藥局採用的對葡萄上殘留氯吡脲的檢測方法，是用甲醇或甲醇-水（體積比1:1）提取，液-液分配淨化，提取物用反相高效液相色譜法於265nm測定，通過標準曲綫得到殘留物的濃度。最小檢出質量分數為0.001 mg/kg。
Sharma等建立的檢測葡萄上殘留氯吡脲的方法，是用乙腈提取，正己烷和二氯甲烷液-液分配，高效液相色譜檢測。最小檢出質量分數分別爲0.025（葡萄）和0.001（土壤、水）mg/kg。
陳長龍等建立的氯吡脲在土壤和西瓜中的檢測方法，是用乙腈提取，PSA（西瓜）或C18（土壤）柱淨化，氯吡脲的添加回收率大于95%，最小检出浓度为5μg/kg。